# Leporinus acutidens
Leporinus acutidens är en fiskart som först beskrevs av Valenciennes, 1837.  Leporinus acutidens ingår i släktet Leporinus och familjen Anostomidae. Inga underarter finns listade i Catalogue of Life.